# Stazione di New Cross Gate
La stazione di New Cross Gate è una stazione ferroviaria, situata nel quartiere di Deptford, nel borgo londinese di Lewisham. L'impianto sorge lungo la diramazione di London Bridge della ferrovia Londra-Brighton, nei pressi della diramazione della ferrovia East London.

## Movimento
L'impianto è servito dai treni della linea Windrush della London Overground.

Oltre a questi, effettuano fermata a New Cross Gate i treni regionali e nazionali di Southern.